# Алуниш
Алуниш (рум. Aluniş) — село в Рышканском районе Молдавии. Относится к сёлам, не образующим коммуну.

## География
Село расположено на высоте 152 метров над уровнем моря.

## Население
По данным переписи населения 2004 года, в селе Алуниш проживает 1931 человек (951 мужчина, 980 женщин).
Этнический состав села:
| Национальность | Число жителей | Процентный состав |
| -------------- | ------------- | ----------------- |
| молдаване      | 1889          | 97.82             |
| украинцы       | 24            | 1.24              |
| румыны         | 10            | 0.52              |
| поляки         | 3             | 0.16              |
| русские        | 2             | 0.1               |
| цыгане         | 1             | 0.05              |
| прочие         | 2             | 0.1               |
| Всего          | 1931          | 100%              |